# Mikołaj (Mandić)
Mikołaj, imię świeckie Petar Mandić (ur. 5 sierpnia 1840 w Gornjim Gračacu, zm. 2 sierpnia 1907 w Opatii) – serbski biskup prawosławny.

## Życiorys
Syn kapłana prawosławnego Nikoli Mandicia i jego małżonki Sofiji. Edukację podstawową uzyskał w szkołach niemieckich, zaś wykształcenie teologiczne – w seminarium duchownym w Plaškach. Święcenia diakońskie przyjął 15 grudnia 1863 z rąk metropolity górnokarłowickiego Piotra. Ten sam duchowny wyświęcił go 18 grudnia tego samego roku na kapłana. Ks. Mandić był początkowo wikariuszem, a następnie proboszczem parafii w Plaškach i wykładowcą w miejscowym seminarium duchownym. W 1879 otrzymał godność protoprezbitera, w tym też roku został dziekanem.
13 maja 1891, po śmierci małżonki, złożył wieczyste śluby mnisze. Jeszcze w tym samym roku został przełożonym monasteru Gomirje. 14 maja 1892 Święty Synod Patriarchatu Konstantynopolitańskiego nominował go na metropolitę zwornicko-tuzlańskiego. Jego chirotonia biskupia miała miejsce 12 lipca 1892 w Tuzli.
Jako ordynariusz eparchii zwornicko-tuzlańskiej wzniósł szereg nowych cerkwi i domów parafialnych, organizował druk książek serbskich, podniósł poziom wykształcenia i życia duchowego kapłanów. W 1896 został przeniesiony na katedrę Dabaru i Bośni, z siedzibą w Sarajewie. Jako metropolita Dabaru i Bośni bronił autonomii serbskich instytucji kościelnych i edukacyjnych w Bośni. Na urzędzie pozostał do śmierci w 1907. Został pochowany na cmentarzu w dzielnicy Koševo. Po jego zniszczeniu szczątki metropolity przeniesiono do soboru katedralnego w Sarajewie.
Był wujem Nikoli Tesli.